# Arsène Lupin
Arsène Lupin là một nhân vật hư cấu xuất hiện trong loạt truyện thám tử, tiểu thuyết trinh thám của nhà văn Pháp Maurice Leblanc, cũng như một số phần tiếp theo và rất nhiều phim truyền hình, phim điện ảnh như Night Hood, Arsène Lupin, các vở kịch và truyện tranh phỏng theo.

## Lịch sử
Cùng thời với Arthur Conan Doyle, Maurice Leblanc (1864-1941) đã sáng tạo ra nhân vật Arsène Lupin, một nhân vật có tầm phổ biến rộng khắp và lâu dài ở các nước nói tiếng Pháp, giống như Sherlock Holmes ở các nước nói tiếng Anh.
Serie Arsène Lupin gồm hai mươi tập truyện được viết bởi chính Leblanc cộng thêm năm phần tiếp đã được ủy quyền cho nhóm viết của Boileau-Narcejac thực hiện, cũng như nhiều tác phẩm khác phỏng theo. Nhân vật Lupin được giới thiệu lần đầu trên tạp chí Je Sais Tout qua một loạt truyện ngắn, bắt đầu từ số thứ 6, ngày 15 tháng 7 năm 1905. Ban đầu nhân vật mang tên Arsène Lopin, nhưng vấp phải sự phản đối từ một chính trị gia trùng tên, kết quả là "Lopin" đã bị đổi thành " Lupin "
Arsène Lupin là một siêu đạo chích có tài hóa trang, một tên trộm quý tộc chuyên trộm đồ của nhà giàu trong khi núp bóng quý ông lịch thiệp. Nhân vật Lupin có nhiều hành động giống với Marius Jacob nên có nhiều người cho là tác giả sáng tác nhận vật dựa trên nguyên mẫu này. Sau khi xuất bản 12 tập truyện ngắn được sự đón nhận của công chúng, cho thấy đây là một nhân vật có thể sánh ngang cùng với các nhân vật khác như Sherlock Holmes của Conan Doyle, Hercule Poirot của Agatha Christie. Hình tượng Lupin đã được Mangaka Aoyama Gosho lấy làm hình mẫu cho nhân vật Kaito Kid trong bộ manga nổi tiếng Thám tử lừng danh Conan.

## Ấn phẩm
1. Arsène Lupin, Quý ông kẻ trộm (Arsène Lupin, gentleman cambrioleur, 1907 coll., 9 tiểu thuyết ngắn)
2. Arsène Lupin đối đầu Herlock Sholmès (Arsène Lupin contre Herlock Sholmès, 1908 coll., 2 truyện ngắn) (Tên khác: Quý cô tóc vàng)
3. Cây kim rỗng (L'Aiguille creuse, 1909, tiểu thuyết)
4. Mật mã 813 (813, 1910, tiểu thuyết)
5. Bí ẩn nút chai pha lê (Le Bouchon de cristal, 1912, tiểu thuyết)
6. Lời thú tội (Les Confidences d'Arsène Lupin, 1913 coll., 9 tiểu thuyết ngắn)
7. Răng cọp (Les Dents du tigre, 1914, tiểu thuyết) Xuất bản ở Anh năm 1914, nhưng mãi đến năm 1920 mới được xuất bản ở Pháp.
8. Người đàn bà bí ẩn (L'Éclat d'obus, 1916, tiểu thuyết) Vốn không nằm trong chuỗi truyện gốc về Arsène Lupin, Lupin được viết thêm vào trong ấn bản năm 1923.
9. Arsène Lupin tái xuất (Le Triangle d'or, 1918, tiểu thuyết)
10. The Island of Thirty Coffins (L’Île aux trente cercueils, 1919, tiểu thuyết) (Tên khác: Bí mật của Sarek)
11. The Eight Strokes of The Clock (Les Huit Coups de l'horloge, 1922 coll., 8 tiểu thuyết ngắn)
12. The Secret Tomb (Dorothée, Danseuse de Corde, 1923. The main character Dorothée solves one of Arsène Lupin's four fabulous secrets.
13. The Countess of Cagliostro (La Comtesse de Cagliostro, 1924, novel) (AKA: Memoirs of Arsène Lupin) Published in English in 1925.
14. The Overcoat of Arsène Lupin (Le Pardessus d'Arsène Lupin, published in English in 1926) Novella first published in 1924 in France as La Dent d'Hercule Petitgris. Altered into a Lupin story and published in English as The Overcoat of Arsène Lupin in 1926 in The Popular Magazine
15. The Damsel With Green Eyes (La Demoiselle aux yeux verts, 1927, novel) (AKA: The Girl With the Green Eyes, Arsène Lupin, Super Sleuth)
16. The Man with the Goatskin (L'Homme à la peau de bique (1927, novella)
17. The Barnett & Co. Agency (L'Agence Barnett et Cie., 1928 coll., 8 novellas) (AKA: Jim Barnett Intervenes, Arsène Lupin Intervenes) The English edition includes The Bridge That Broke story, which was unpublished in France at the time.
18. The Mysterious Mansion (La Demeure mystérieuse, 1929, novel) (AKA: The Melamare Mystery)
19. The Emerald Cabochon (Le Cabochon d'émeraude (1930, novella)
20. The Mystery of The Green Ruby (La Barre-y-va, 1931, novel)
21. The Woman With Two Smiles (La Femme aux deux sourires, 1933, novel) (AKA: The Double Smile)
22. Victor of the Vice Squad (Victor de la Brigade mondaine, 1933, novel) (AKA: The Return of Arsène Lupin)
23. The Revenge of The Countess of Cagliostro (La Cagliostro se venge, 1935, novel)
24. The Billions of Arsène Lupin (Les Milliards d'Arsène Lupin, 1939/1941, novel) - The official last book of the series, The Billions of Arsène Lupin, was serialised in 1939 and published posthumously as a book in 1941 - yet without the ninth chapter "The Safe" ("IX. Les coffres-forts"). This edition was later withdrawn at the request of Leblanc's son. In 2002, through the efforts of some Lupinians and Korean translator Seong Gwi-Soo, the missing chapter was restored and the complete final Lupin novel published in Korea by Kachi Publishing House.[1] A complete French e-book is now also available,[2] as well as a printed edition by Editions Manucius (2015).[3]
25. The Last Love of Arsène Lupin (Le Dernier Amour d'Arsène Lupin, novel), written around 1936 and posthumously published in 2012 after being found by chance in 2011 "on top of a cupboard in a beige shirt with rusty hooks" by Florence Boespflug-Leblanc.

### Trứ tác Leblanc
1. Arsène Lupin Originally a 4-part play written by Maurice Leblanc and Francis de Croisset (1908), it was subsequently novelized by Edgar Jepson and published in 1909 by Doubleday as "Arsène Lupin: By Edgar Jepson"
2. An Adventure of Arsène Lupin (1911)
3. The Return of Arsène Lupin (1920) Written by Maurice Leblanc and Francis de Croisset.
4. This Woman is Mine (Cette femme est à moi, (1930)
5. A Quarter-hour with Arsène Lupin (Un quart d'heure avec Arsène Lupin, 1932)

- "The Adventure of Mona Lisa" by Carolyn Wells in The Century (January, 1912), a short parody featuring an "International Society of Infallible Detectives" with Sherlock Holmes as the president and Arsène Lupin, The Thinking Machine, Monsieur Lecoq, A. J. Raffles, C. Auguste Dupin và Luther Trant as the other members.
- Sure Way to Catch Every Criminal. Ha! Ha! by Carolyn Wells in The Century (July, 1912)
- The Adventure of the Clothes-Line by Carolyn Wells in The Century (May, 1915)
- The Silver Hair Crime (= Clue?) by Nick Carter in New Magnet Library No. 1282 (1930)
- Ōgon-kamen (The Golden Mask) by Edogawa Rampo (1930)
- La Clé est sous le paillasson by Marcel Aymé (1934)
- Gaspard Zemba who appears in The Shadow Magazine (ngày 1 tháng 12 năm 1935) by Walter B. Gibson
- Arsène Lupin vs. Colonel Linnaus by Anthony Boucher in Ellery Queen's Mystery Magazine Vo. 5, No. 19 (1944)
- L’Affaire Oliveira by Thomas Narcejac in Confidences dans ma nuit (1946)
- Le Gentleman en Noir by Claude Ferny (c. 1950) (two novels)
- International Investigators, Inc. by Edward G. Ashton in Ellery Queen’s Mystery Magazine (February 1952)
- Le Secret des rois de France ou La Véritable identité d’Arsène Lupin by Valère Catogan (1955)
- In Compartment 813 by Arthur Porges in Ellery Queen’s Mystery Magazine (June 1966)
- Le Secret d’Eunerville (1973) by the writing duo Boileau-Narcejac
- La Poudrière (1974) by the writing duo Boileau-Narcejac
- Le Second visage d’Arsène Lupin (1975) by the writing duo Boileau-Narcejac
- La Justice d’Arsène Lupin (1977) by the writing duo Boileau-Narcejac
- Le Serment d’Arsène Lupin (1979) by the writing duo Boileau-Narcejac
- Arsène Lupin, gentleman de la nuit by Jean-Claude Lamy (1983)
- Various stories in the Tales of the Shadowmen anthology series, ed. by Jean-Marc Lofficier và Randy Lofficier, Black Coat Press (2005-ongoing)
- Případ Grendwal (A Grendwal Case), a play by Pavel Dostál, Czech playwright and Minister of Culture
- Arsène Lupin et le mystère d'Arsonval by Michel Zink
- Qui fait peur à Virginia Woolf ? (... Élémentaire mon cher Lupin !) by Gabriel Thoveron
- Crimes parfaits by Christian Poslaniec
- La Dent de Jane by Daniel Salmon (2001)
- Les Lupins de Vincent by Caroline Cayol et Didier Cayol (2006)
- Code Lupin by Michel Bussi (2006)
- The Prisoner of the Tower, or A Short But Beautiful Journey of Three Wise Men (Узница башни, или Краткий, но прекрасный путь трёх мудрых) by Boris Akunin in a selection of stories The Jade Beads (Нефритовые чётки) (2006, in Russian). Arsène Lupin appears in this novella with Sherlock Holmes, Dr. Watson, and Akunin's own characters Erast Fandorin and Masa, the Japanese. The story is dedicated to Sir Arthur Conan Doyle and Maurice Leblanc.
- L'Église creuse by Patrick Genevaux (2009) (short story)
- The Many Faces of Arsène Lupin collection of short stories edited by Jean-Marc Lofficier & Randy Lofficier (Black Coat Press, 2012)
- Sherlock, Lupin et Moi, a children's book series written by Italian author Alessandro Gatti, where Irene Adler tells the adventures that she, Sherlock Holmes and Arsène Lupin had when they were kids. The books are written under the pseudonym Irene Adler. Five books have been published so far: Le Mystère de la Dame en Noir, Dernier Acte à l'Opéra, L'Énigme de la Rose Écarlate, La Cathédrale de la Peur, and LeChâteau de Glace.[4]

## Phim

### Điện ảnh
- The Gentleman Burglar (B&W., US, 1908) with William Ranows (Lupin).
- Arsène Lupin contra Sherlock Holmes (B&W., Germany, 1910) with Paul Otto (Lupin).
- Arsène Lupin (B&W., France, 1914) with Georges Tréville (Lupin).
- The Gentleman Burglar (B&W., US, 1915) with William Stowell (Lupin).
- Arsène Lupin (B&W., UK, 1916) with Gerald Ames (Lupin).
- Arsène Lupin (B&W., US, 1917) with Earle Williams (Lupin).
- The Teeth of the Tiger (B&W., US, 1919) with David Powell (Lupin).
- 813 (B&W., US, 1920) with Wedgwood Nowell (Lupin) and Wallace Beery.
- Les Dernières aventures d'Arsène Lupin (B&W., France/Hungary, 1921).
- 813 - Rupimono (B&W., Japan, 1923) with Minami Mitsuaki (Lupin).
- Arsène Lupin (B&W., US, 1932) with John Barrymore (Lupin).[5]
- Arsene Lupin, Detective (Arsène Lupin détective, B&W., France, 1937) with Jules Berry (Lupin).
- Arsène Lupin Returns (B&W., US, 1938) with Melvyn Douglas (Lupin).
- Enter Arsène Lupin (B&W., US, 1944) with Charles Korvin (Lupin).
- Arsenio Lupin (B&W., Mexico, 1945) with R. Pereda (Lupin).
- Nanatsu-no Houseki (B&W., Japan, 1950) with Keiji Sada (Lupin).
- Tora no-Kiba (B&W., Japan, 1951) with Ken Uehara (Lupin).
- Kao-no Nai Otoko (B&W., Japan, 1955) with Eiji Okada (Lupin).
- The Adventures of Arsène Lupin (Les Aventures d'Arsène Lupin, col., France, 1957) with Robert Lamoureux (Lupin).
- Signé Arsène Lupin (B&W., France, 1959) with Robert Lamoureux (Lupin).
- Arsène Lupin contre Arsène Lupin [fr] (B&W., France, 1962) with Jean-Pierre Cassel và Jean-Claude Brialy (Lupins).
- Arsène Lupin (col., France, 2004) with Romain Duris (Lupin).
- Lupin no Kiganjo (col., Japan, 2011) with Kōichi Yamadera (Lupin).

### Truyền hình
- Arsène Lupin, 26 60-minute episodes (1971, 1973–1974) with Georges Descrières (Lupin)
- L'Île aux trente cercueils, six 60-minute episodes (1979) The character of Lupin, who only appears at the end of the novel, was removed entirely.
- Arsène Lupin joue et perd, six 52-minute episodes (1980) loosely based on 813 with Jean-Claude Brialy (Lupin).
- Le Retour d'Arsène Lupin, twelve 90-minute episodes (1989–1990) and Les Nouveaux Exploits d'Arsène Lupin, eight 90-minute episodes (1995–1996) with François Dunoyer (Lupin).
- Les Exploits d'Arsène Lupin (also known as Night Hood), 26 episodes for 24 min. (1996), produced by Cinar & France-Animation, with Luis de Cespedes (Lupin).
- Lupin, Philippine series (2007) with Richard Gutierrez (Lupin).
- The 2014 movie Kamen Rider × Kamen Rider Drive & Gaim: Movie War Full Throttle features a character based on Lupin named Kamen Rider Lupin.
- Code: Realize ~Guardian of Rebirth~, anime television series (2017) based on the video game, produced by the studio M.S.C, with Tomoaki Maeno và J. Michael Tatum (Lupin in Japanese and English, respectively).
- The 2018 42nd Season Super Sentai series Kaitou Sentai Lupinranger VS Keisatsu Sentai Patranger features two teams, one of which is the Lupinrangers. Consisting of three members, they are recruited by Kogure, Arsène's butler, and executor of Arsène Lupin's will, to retrieve the Lupin Collection, Arsène's personal collection of the most dangerous artifacts he ever stole, with the understanding that if they collect them all, they will be granted a single wish, to retrieve the people they care most about from the clutches of the Gangler, (later on they are joined by part-time Phantom Thief Noel Takao, the adopted son of Arsène Lupin, who seeks to destroy the Don of the Gangler, and bring together all the pieces of the collection to bring his father back, since when the Ganglers broke in they murdered Arsène and stole most of the pieces.)
- The 2019 Girls X Heroine Series Secret × Heroine Phantomirage! features trump cards and phantom thief which is the Phantomirage.

## Sân khấu
- Arsène Lupin by Francis de Croisset and Maurice Leblanc. Four-act play first performed on ngày 28 tháng 10 năm 1908, at the Athenée in Paris.
- Arsène Lupin contre Herlock Sholmès by Victor Darlay & Henry de Gorsse. Four-act play first performed on ngày 10 tháng 10 năm 1910, at the Théâtre du Châtelet in Paris. (American edition ISBN 1-932983-16-3)
- Le Retour d'Arsène Lupin by Francis de Croisset and Maurice Leblanc. One-act play first performed on ngày 16 tháng 9 năm 1911, at the Théâtre de la Cigale in Paris.
- Arsène Lupin, Banquier by Yves Mirande & Albert Willemetz, libretto by Marcel Lattès. Three-act operetta, first performed on ngày 7 tháng 5 năm 1930, at the Théâtre des Bouffes Parisiennes in Paris.
- A/L The Youth of Phantom Thief Lupin by Yoshimasa Saitou. Takarazuka Revue performance, 2007, starring Yūga Yamato và Hana Hizuki.
- Rupan －ARSÈNE LUPIN－ by Haruhiko Masatsuka. Takarazuka Revue performance, 2013, starring Masaki Ryū và Reika Manaki (after Le Dernier Amour d'Arsène Lupin)

## Tranh truyện
- Arsène Lupin, written by Georges Cheylard, art by Bourdin. Daily strip published in France-Soir in 1948-49.
- Arsène Lupin, written & drawn by Jacques Blondeau. 575 daily strips published in Le Parisien Libéré from 1956-58.
- Arsène Lupin contre Herlock Sholmès: La Dame blonde, written by Joëlle Gilles, art by Gilles & B. Cado, published by the authors, 1983.
- Arsène Lupin, written by André-Paul Duchateau, artist Géron, published by C. Lefrancq.
  1. Le Bouchon de cristal (1989)
  2. 813 — La Double Vie d'Arsène Lupin (1990)
  3. 813 — Les Trois crimes d'Arsène Lupin (1991)
  4. La Demoiselle aux yeux verts (1992)
  5. L'Aiguille creuse (1994)
- Lupin the Third is a Japanese manga series written and illustrated by Monkey Punch that follows the escapades of master thief Arsène Lupin III, the grandson of Arsène Lupin.
- In Alan Moore's The League of Extraordinary Gentlemen: Black Dossier, Lupin is featured as a member of Les Hommes Mysterieux, the French analogue of Britain's League of Extraordinary Gentlemen.
- The manga series Soul Eater features a thief character named Lupin in chapter three, which is an obvious reference to Arsène Lupin.
- There is a manga adaptation of Arsène Lupin first published in 2011, from Gundam artist Takashi Morita.

## Video game
- Sherlock Holmes Versus Arsène Lupin (known in North America and some parts of England as Sherlock Holmes: Nemesis) is an adventure game for Windows-compatible computers. It was developed by the game development studio Frogwares, and released in October, 2007. The game follows Holmes and Watson as Holmes is challenged by the legendary gentleman thief Arsène Lupin, who threatens to steal England's most-prized treasures.[6]
- Persona 5 features beings known as Personas that are the manifestation of their owners' rebellious spirit are inspired by Fictional characters and mythological beings. the protagonist has Arsène as his initial persona and also resides in the attic of a cafe named Leblanc, a reference to Maurice Leblanc. Similarly to Arsène, the protagonist is also a phantom thief who fights for good on the wrong side of the law.
- Code: Realize ~Guardian of Rebirth~, an otome game for the PlayStation Vita, features several fictional characters as potential romantic interests for the player character. The main male character is a gentleman thief named Arsène Lupin.